# Estland op de Olympische Zomerspelen 2024
Estland nam deel aan de Olympische Zomerspelen 2024 in Parijs, Frankrijk.

## Aantal deelnemers
Hieronder volgt een overzicht van de atleten die zich kwalificeerden voor de Olympische Zomerspelen van 2024.
| Sport         | Mannen | Vrouwen | Totaal |
| ------------- | ------ | ------- | ------ |
| Atletiek      | 4      | 1       | 5      |
| Badminton     | 0      | 1       | 1      |
| Boogschieten  | 0      | 1       | 1      |
| Gewichtheffen | 1      | 0       | 1      |
| Judo          | 1      | 0       | 1      |
| Paardensport  | 0      | 1       | 1      |
| Roeien        | 4      | 0       | 4      |
| Schermen      | 0      | 1       | 1      |
| Schietsport   | 2      | 0       | 2      |
| Wielersport   | 1      | 1       | 2      |
| Worstelen     | 1      | 0       | 1      |
| Zeilen        | 1      | 1       | 2      |
| Zwemmen       | 1      | 1       | 2      |
| Totaal        | 16     | 8       | 24     |

## Deelnemers en resultaten

### Atletiek

#### Loopnummers
Mannen
| atlete      | onderdeel    | series | series | herkansingen | herkansingen | halve finale | halve finale | finale | finale |
| atlete      | onderdeel    | tijd   | rang   | tijd         | rang         | tijd         | rang         | tijd   | rang   |
| ----------- | ------------ | ------ | ------ | ------------ | ------------ | ------------ | ------------ | ------ | ------ |
| Rasmus Mägi | 400 m horden | 48,62  | 1 Q    | bye          | bye          | 48,16        | 2 Q          | 52,53  | 7      |

#### Technische nummers
Vrouwen
| atlete           | onderdeel    | kwalificaties | kwalificaties | finale         | finale         |
| atlete           | onderdeel    | afstand       | rang          | afstand        | rang           |
| ---------------- | ------------ | ------------- | ------------- | -------------- | -------------- |
| Elisabeth Pihela | hoogspringen | 1,83 m        | =26           | niet geplaatst | niet geplaatst |

#### Meerkamp
| atleet        | onderdeel | onderdeel | 100 m | vs   | ks    | hs   | 400 m | 110 h | dw    | ph   | sw    | 1500 m  | finale | rang |
| ------------- | --------- | --------- | ----- | ---- | ----- | ---- | ----- | ----- | ----- | ---- | ----- | ------- | ------ | ---- |
| Johannes Erm  | tienkamp  | res.      | 10,64 | 7,66 | 14,61 | 2,08 | 47,19 | 14,35 | 46,29 | 4,60 | 59,58 | 4.19,71 | 8569   | 6    |
| Johannes Erm  | tienkamp  | pnt.      | 942   | 975  | 766   | 878  | 949   | 930   | 793   | 790  | 732   | 814     | 8569   | 6    |
| Janek Õiglane | tienkamp  | res.      | 10,89 | 7,25 | 14,58 | 1,99 | 48,02 | 14,45 | 43,39 | 5,30 | 71,89 | 4.25,59 | 8752   | 5    |
| Janek Õiglane | tienkamp  | pnt.      | 885   | 874  | 764   | 794  | 908   | 917   | 734   | 1004 | 918   | 774     | 8752   | 5    |
| Karel Tilga   | tienkamp  | res.      | 11,01 | 7,16 | 15,88 | 1,99 | 48,67 | 14,66 | 50,13 | 4,70 | 64,16 | 4.26,41 | 8377   | 11   |
| Karel Tilga   | tienkamp  | pnt.      | 858   | 852  | 844   | 794  | 877   | 891   | 873   | 819  | 801   | 768     | 8377   | 11   |

### Badminton
Mannen
| atleet        | onderdeel | groepsfase                 | groepsfase           | groepsfase           | groepsfase | eliminatie           | kwartfinale          | halve finale         | finale / BM          | finale / BM    |
| atleet        | onderdeel | tegenstander uitslag       | tegenstander uitslag | tegenstander uitslag | rang       | tegenstander uitslag | tegenstander uitslag | tegenstander uitslag | tegenstander uitslag | rang           |
| ------------- | --------- | -------------------------- | -------------------- | -------------------- | ---------- | -------------------- | -------------------- | -------------------- | -------------------- | -------------- |
| Kristin Kuuba | enkelspel | Abdul Razzaq W 21-17, 21-9 | Sindhu V 5-21, 10-21 | n.v.t.               | 2          | niet geplaatst       | niet geplaatst       | niet geplaatst       | niet geplaatst       | niet geplaatst |

### Boogschieten
Vrouwen
| atleet       | onderdeel   | plaatsingsronde | plaatsingsronde | eerste ronde         | tweede ronde         | derde ronde          | kwartfinale          | halve finale         | finale / BM          | finale / BM    |
| atleet       | onderdeel   | score           | rang            | tegenstander uitslag | tegenstander uitslag | tegenstander uitslag | tegenstander uitslag | tegenstander uitslag | tegenstander uitslag | rang           |
| ------------ | ----------- | --------------- | --------------- | -------------------- | -------------------- | -------------------- | -------------------- | -------------------- | -------------------- | -------------- |
| Reena Parnat | individueel | 646             | 42              | Kumari V 5 - 6       | niet geplaatst       | niet geplaatst       | niet geplaatst       | niet geplaatst       | niet geplaatst       | niet geplaatst |

### Gewichtheffen
Mannen
| atleet    | onderdeel | trekken | trekken | stoten | stoten | totaal | rang |
| atleet    | onderdeel | score   | rang    | score  | rang   | totaal | rang |
| --------- | --------- | ------- | ------- | ------ | ------ | ------ | ---- |
| Mart Seim | +102 kg   | 180     | 9       | 220    | 9      | 400    | 9    |

### Judo
Mannen
| atleet                   | onderdeel | eerste ronde         | tweede ronde         | derde ronde          | kwartfinale          | halve finale         | herkansing           | finale / BM          | finale / BM    |
| atleet                   | onderdeel | tegenstander uitslag | tegenstander uitslag | tegenstander uitslag | tegenstander uitslag | tegenstander uitslag | tegenstander uitslag | tegenstander uitslag | rang           |
| ------------------------ | --------- | -------------------- | -------------------- | -------------------- | -------------------- | -------------------- | -------------------- | -------------------- | -------------- |
| Klen Kristofer Kaljulaid | −90 kg    | n.v.t.               | Feuillet W 10 - 00   | Murao V 00 - 10      | niet geplaatst       | niet geplaatst       | niet geplaatst       | niet geplaatst       | niet geplaatst |

### Paardensport

#### Jumping
| atleet      | paard  | onderdeel   | kwalificatie | kwalificatie | finale         | finale         | finale         |
| atleet      | paard  | onderdeel   | strafpunten  | rang         | strafpunten    | tijd           | rang           |
| ----------- | ------ | ----------- | ------------ | ------------ | -------------- | -------------- | -------------- |
| My Relander | Expert | individueel | opgave       | opgave       | niet geplaatst | niet geplaatst | niet geplaatst |

### Roeien
Mannen
| atleet                                                   | onderdeel  | series  | series | herkansingen | herkansingen | kwartfinale | kwartfinale | halve finale | halve finale | finale  | finale |
| atleet                                                   | onderdeel  | tijd    | rang   | tijd         | rang         | tijd        | rang        | tijd         | rang         | tijd    | rang   |
| -------------------------------------------------------- | ---------- | ------- | ------ | ------------ | ------------ | ----------- | ----------- | ------------ | ------------ | ------- | ------ |
| Tõnu Endrekson Allar Raja Johann Poolak Mikhail Kushteyn | dubbelvier | 5.52,04 | 4 H    | 5.55,74      | 4 FB         | n.v.t.      | n.v.t.      | n.v.t.       | n.v.t.       | 5.50,55 | 7      |

Reserve: Uku Siim Timmusk
Legenda: FA=finale A (medailles); FB=finale B (geen medailles); FC=finale C (geen medailles); FD=finale D (geen medailles); FE=finale E (geen medailles); FF=finale F (geen medailles); HA/B=halve finale A/B; HC/D=halve finale C/D; HE/F=halve finale E/F; KF=kwartfinale; H=herkansing

### Schermen
Vrouwen
| atleet        | onderdeel | eerste ronde         | tweede ronde         | derde ronde          | kwartfinale          | halve finale         | finale / BM          | finale / BM |
| atleet        | onderdeel | tegenstander uitslag | tegenstander uitslag | tegenstander uitslag | tegenstander uitslag | tegenstander uitslag | tegenstander uitslag | rang        |
| ------------- | --------- | -------------------- | -------------------- | -------------------- | -------------------- | -------------------- | -------------------- | ----------- |
| Nelli Differt | degen     | bye                  | Kang Y-m W 14 - 13   | Klasik W 11 - 10     | Santuccio W 10 - 9   | Kong V 11 - 15       | Muhari V 14 - 15     | 4           |

### Schietsport
Mannen
| atleet          | onderdeel            | kwalificaties | kwalificaties | finale         | finale         |
| atleet          | onderdeel            | punten        | rang          | punten         | rang           |
| --------------- | -------------------- | ------------- | ------------- | -------------- | -------------- |
| Peeter Olesk    | 25 m snelvuurpistool | 583           | 11            | niet geplaatst | niet geplaatst |
| Peeter Jürisson | skeet                | 113           | 28            | niet geplaatst | niet geplaatst |

### Wielersport

#### Mountainbiken
Vrouwen
| atleet      | onderdeel    | tijd    | rang |
| ----------- | ------------ | ------- | ---- |
| Janika Lõiv | mountainbike | 1.35.05 | 19   |

#### Wegwielrennen
Mannen
| atleet        | onderdeel    | tijd    | rang |
| ------------- | ------------ | ------- | ---- |
| Madis Mihkels | wegwedstrijd | 6.23.16 | 30   |

### Worstelen

#### Grieks-Romeinse stijl
Mannen
| atleet     | onderdeel | eerste ronde         | kwartfinale          | halve finale         | herkansing           | finale / BM          | finale / BM    |
| atleet     | onderdeel | tegenstander uitslag | tegenstander uitslag | tegenstander uitslag | tegenstander uitslag | tegenstander uitslag | rang           |
| ---------- | --------- | -------------------- | -------------------- | -------------------- | -------------------- | -------------------- | -------------- |
| Heiki Nabi | −130 kg   | Shariati V 1 - 1PP   | niet geplaatst       | niet geplaatst       | niet geplaatst       | niet geplaatst       | niet geplaatst |

### Zeilen
Mannen
| atleet            | onderdeel | race | race | race | race | race | race | race | race | race        | race        | race   | race   | race           | netto punten | eindnotering |
| atleet            | onderdeel | 1    | 2    | 3    | 4    | 5    | 6    | 7    | 8    | 9           | 10          | 11     | 12     | M              | netto punten | eindnotering |
| ----------------- | --------- | ---- | ---- | ---- | ---- | ---- | ---- | ---- | ---- | ----------- | ----------- | ------ | ------ | -------------- | ------------ | ------------ |
| Karl-Martin Rammo | ILCA 7    | 34   | 6    | 28   | 39   | 27   | 29   | 9    | 33   | geannuleerd | geannuleerd | n.v.t. | n.v.t. | niet geplaatst | 166          | 31           |

Vrouwen
| atlete(s)     | onderdeel | voorrondes | voorrondes | voorrondes | voorrondes | voorrondes | voorrondes | voorrondes | voorrondes | voorrondes | voorrondes | voorrondes | voorrondes | voorrondes | voorrondes | voorrondes  | voorrondes  | voorrondes  | voorrondes  | voorrondes  | voorrondes  | voorrondes | voorrondes | kwartfinale    | halve finale   | finale         |
| atlete(s)     | onderdeel | 1          | 2          | 3          | 4          | 5          | 6          | 7          | 8          | 9          | 10         | 11         | 12         | 13         | 14         | 15          | 16          | 17          | 18          | 19          | 20          | tot.       | rang       | kwartfinale    | halve finale   | finale         |
| ------------- | --------- | ---------- | ---------- | ---------- | ---------- | ---------- | ---------- | ---------- | ---------- | ---------- | ---------- | ---------- | ---------- | ---------- | ---------- | ----------- | ----------- | ----------- | ----------- | ----------- | ----------- | ---------- | ---------- | -------------- | -------------- | -------------- |
| Ingrid Puusta | IQFoil    | 25 BFD     | 9          | 13         | 11         | 15         | 9          | 10         | 13         | 17         | 18         | 22         | 18         | 14         | 15         | geannuleerd | geannuleerd | geannuleerd | geannuleerd | geannuleerd | geannuleerd | 162        | 17         | niet geplaatst | niet geplaatst | niet geplaatst |

### Zwemmen
Mannen
| atleet      | onderdeel         | series  | series | halve finale | halve finale | finale         | finale         |
| atleet      | onderdeel         | tijd    | rang   | tijd         | rang         | tijd           | rang           |
| ----------- | ----------------- | ------- | ------ | ------------ | ------------ | -------------- | -------------- |
| Kregor Zirk | 200 m vlinderslag | 1.55,52 | 10 Q   | 1.54,22      | 5 Q          | 1.54,55        | 7              |
| Kregor Zirk | 400 m vrije slag  | 3.49,59 | 22     | n.v.t.       | n.v.t.       | niet geplaatst | niet geplaatst |

Vrouwen
| atleet         | onderdeel        | series  | series | halve finale   | halve finale   | finale         | finale         |
| atleet         | onderdeel        | tijd    | rang   | tijd           | rang           | tijd           | rang           |
| -------------- | ---------------- | ------- | ------ | -------------- | -------------- | -------------- | -------------- |
| Eneli Jefimova | 100 m schoolslag | 1.06,24 | 8 Q    | 1.06,23        | 8 Q            | 1.06,50        | 7              |
| Eneli Jefimova | 200 m schoolslag | 2.30,68 | 23     | niet geplaatst | niet geplaatst | niet geplaatst | niet geplaatst |